# Days of Our Lives: A Very Salem Christmas
Days of Our Lives: A Very Salem Christmas è un film del 2021 diretto da Noël Maxam.
È un film natalizio del 2021 basato sulla soap opera Il tempo della nostra vita. È stato presentato in anteprima su Peacock il 16 dicembre 2021.

## Trama
Will Horton scrive una sceneggiatura che coinvolge gli abitanti della sua città natale, Salem, nell'Illinois, prima della scadenza della vigilia di Natale.

## Distribuzione
Days of Our Lives: A Very Salem Christmas è stato reso disponibile sulla piattaforma Peacock il 16 dicembre 2021.